# Henry Lee Lucas
Henry Lee Lucas, född 23 augusti 1936 i Blacksburg, Virginia, död 12 mars 2001, påstod sig vara en amerikansk seriemördare.
Henry Lee Lucas dömdes 1985 till döden för mord på elva personer. Lucas erkände att han varit inblandad i omkring 600 mord, något som han senare tog tillbaka.  Lucas menade att han erkänt mord som han inte begått, på grund av att han blev illa behandlad i häktet och utsatt för tvingande förhörsteknik.
Amnesty International skrev i en rapport att Lucas troligen var oskyldig till det brott som han dömdes till dödsstraff för.
Domen ändrades från dödsstraff till livstid 1998 av dåvarande guvernören George W. Bush. Lucas avled i fängelset, av naturliga orsaker, tre år senare.

## Barndom
Henry Lee Lucas föddes 1936, som yngsta barn i en syskonskara på nio, i Blacksburg, Virginia. Den utfattiga familjen Lucas hem var en timmerstuga utan elektricitet i skogen utanför staden. Modern, Viola Dixon Waugh, var en alkoholiserad prostituerad. Fadern, Anderson Lucas, även han alkoholiserad, var tidigare anställd vid järnvägen, men hade förlorat båda sina ben efter att blivit påkörd av ett godståg. 
I familjen Lucas fanns nio barn, men de flesta blev lämnade till släktingar, institut och fosterhem under åren. Viola höll av okänd anledning Henry hemma i huset, där han fick arbeta från morgon till kväll med att hugga ved till kakelugnen, destillera whisky och städa. Fadern, Henry och hans bror utsattes för Violas våldsamma utbrott, och fick utstå hänsynslös misshandel. Modern tvingade honom att se på när hon hade sex med främlingar. Viola Lucas visade på många sätt prov på tortyr mot sina barn. När Henry började första klass, år 1943, lockade hon hans stripiga hår, klädde honom som en liten flicka i klänning och skickade iväg honom barfota till den första skoldagen. Henry blev retad och utskrattad av sina klasskamrater tills en vänlig lärare köpte honom ett par skor, en tröja, ett par byxor och klippte hans hår till en kort, pojkfrisyr. Hemma fick han stryk för att ha tagit emot gåvorna. Viola kom senare på kvällen till skolan och skällde ut läraren, och överöste henne med skällsord. I femte klass slutade han skolan på grund av inlärningssvårigheter.
Henrys och hans bror Andrew hamnade vid ett tillfälle i ett våldsamt bråk, varpå Andrew råkade sticka den 10 år gamla Henry i ögat med en kniv. Viola underlät att ta hand om såret i flera dagar, det blev infekterat och läkarna vartill slut tvungna att operera bort ögat, och ersätta det mot ett porslinsöga. Vid ett annat tillfälle slog Viola sin son i huvudet med en bit timmer, så hårt att han låg i koma i en hel dag, innan han togs till sjukhus för behandling. Viola sa till läkarna att hennes son hade ramlat från en stege. Henry backade upp historien av fruktan för att samma sak skulle hända honom igen. Efter det led han ofta av att ha huvudvärk, vara yr och att svimma. Han klagade även ofta över hur han hörde oljud och "röster" i huvudet. Vid den här tiden hade pojken börjat stjäla allt mer, ibland mat men oftast pengar.
Anderson Lucas avled 1949 av lunginflammation, efter att berusad ha somnat i en snödriva. Efter att pappan hade dött, blev Henry allt mer aggressiv och bitter. Pappan var den enda som hade visat honom någon kärlek. När Henry inte var hemma i huset så brukade han oftast vandra runt i kommunen och stjäla pengar, göra inbrott eller fånga får uppe i klipporna bakom deras hus i Blacksburg, som han skar halspulsådern av och lät förblöda. Henry blev så småningom gripen för ett inbrott och skickades till Beaumonts uppfostringsanstalt för pojkar, eftersom han var minderårig. Där inne var han bråkig och försökte rymma flera gånger. Av personalen inne på anstalten beskrevs han senare som att vara vänlig ena minuten, för att sedan bli rasande arg den nästa. Efter ett år inspärrad blev han frisläppt. Sedan jobbade han nio månader som dräng på en bondgård. Han tillbringade stora delar av sin ungdom och tidiga vuxenålder med att sitta inne på olika anstalter.

## Vuxen ålder
Den 2 september 1959 hade den 23-åriga Henry avtjänat ett sexårigt fängelsestraff för villainbrott, och flyttade in hos sin halvsyster Opal i den lilla staden Tecumseh i Michigan. Henry hade vid två tillfällen 1957 försökt att rymma från fängelset. På julafton kom hans 74-åriga mamma till halvsysterns hus. De drack och grälade om Henrys fästmö, som modern inte gillade. Viola ville att han skulle flytta hem till Blacksburg och ta hand om henne. Viola slog honom med en kvast och han knivhögg henne i halsen. Han lämnade henne att dö i en stor blodpöl på golvet, men när Opal senare kom hem, levde Viola fortfarande och ambulans tillkallades, men hennes liv gick inte att rädda. 
Han arresterades för mordet fem dagar senare, i Toledo i Ohio, dit han hade tagit sig med en stulen bil. Hans straff blev "bara" 20 - 40 år i fängelse, eftersom han hävdade att han hade handlat i självförsvar. Efter två månader i fängelse förflyttades han till Ionas statssjukhus för sinnessjuka brottslingar, efter att ha försökt begå självmord. Han hade hört sin mors "röst" i huvudet, som sa åt honom att ta sitt liv. Inne på statssjukhuset behandlades han med antidepressiva läkemedel och terapi. Han blev kvar där tills att han blev villkorligt frigiven den 22 augusti 1975, och hade då suttit 15 år inspärrad. Efter det åkte han som 39-åring tillbaka till Tecumseh och flyttade in hos släktingar.

## Ottis och Henry
Ottis Toole var en 29-årig lösdrivare som den 40-årige seriemördaren Henry Lee Lucas träffade vid ett soppkök i Jacksonville i Florida i slutet av 1976. Han hade tidigare mördat fyra personer. De kommande sex och halvt åren var Henry och Ottis nära vänner och färdkamrater, på en mordturné genom landet.
Många av deras offer var liftare som de plockade upp efter vägen. När de behövde pengar eller mat rånade de bensinmackar. Två år efter att de hade träffats, flyttade Henry in hos Ottis och hans familj i Jacksonville. Där träffade han Ottis' systerdotter, Frieda Powell. Han blev långsamt förälskad i den lätt efterblivna tolvåriga flickan som kallade sig Becky.
1979 blev Ottis och Henry anlitade på ett takföretag i Jacksonville, som hette Southeast Color Coat. De missade ofta jobbet när de var ute på vägarna, men när de väl var där arbetade de mycket effektivt. Två år senare i maj dog Ottis' mamma och systern Drusilla med några månaders mellanrum. Om nätterna besökte Ottis kyrkogården där modern låg begravd, och sov på hennes grav. Under den här perioden var Ottis väldigt deprimerad, och började dricka mycket och ta droger. Becky förflyttades till ett ungdomshem. Henry hjälpte henne så småningom att rymma och hon följde med honom ut på vägen, på flykt undan rättvisan. Eftersom Henry ville ha flickan för sig själv lämnade han Ottis i Jacksonville. När myndigheterna för barns rättigheter letade efter Becky i januari 1982, rymde hon med Henry till Kalifornien. Därifrån tog de sig till Stoneburg i Texas. Becky började längta hem och i augusti började de lifta tillbaka mot Florida. Kvällen den 23 augusti campade de i Denton, Texas. De började gräla och Becky slog Henry i ansiktet, varefter han högg ihjäl henne och styckade henne. Sedan grävde han ner kroppsdelarna i skogen och återvände till Stoneburg. Becky var 15 år när hon mördades. Dagen därpå i Stoneburg förklarade han i tårar att Becky hade "gett sig av" med en lastbilschaufför.

## Bekännelser
Den 11 juli 1983 arresterades Henry i Stoneburg, Texas för olagligt innehav av en pistol. Efter det, under de kommande tolv månaderna, började han erkänna till fler och fler mord. Vid ett tillfälle hävdade Henry att han och Ottis tillsammans hade mördat över 600 personer, han erkände sig senare involverad i cirka 3 000 stycken. Det mest troliga är dock att Henry ljög och tog på sig en massa mord som han inte hade begått, för att framstå som historiens värsta seriemördare, och att han egentligen mördade 50 - 75 personer under sin livstid. Han berättade även att Ottis ibland åt delar av deras offer, eftersom han var kannibal. Det är omöjligt att veta exakt hur många han egentligen mördade.
Han blev i slutet dömd för elva mord. Han dömdes till livstids fängelse. Den 13 mars 2001 dog Henry i sin cell i Texas, av en hjärtattack. Ottis dömdes för sex mord, varav ett av offren hade blivit innebränd när Ottis hade eldat upp hans hus. Först dömdes han till dödsstraff, men straffet sänktes senare till livstids fängelse.  

## Bekräftade offer
- Viola Lucas (74), 11 januari 1960

## Filmatiseringar
Tre spelfilmer har gjorts baserade på Henry Lee Lucas liv: Henry: Portrait of a Serial Killer samt Drifter: Henry Lee Lucas
och Henry II : Mask of sanity.
2019 släpptes en dokumentär i form av en miniserie i fem avsnitt på Netflix: The Confession Killer.